# هیولای دریایی

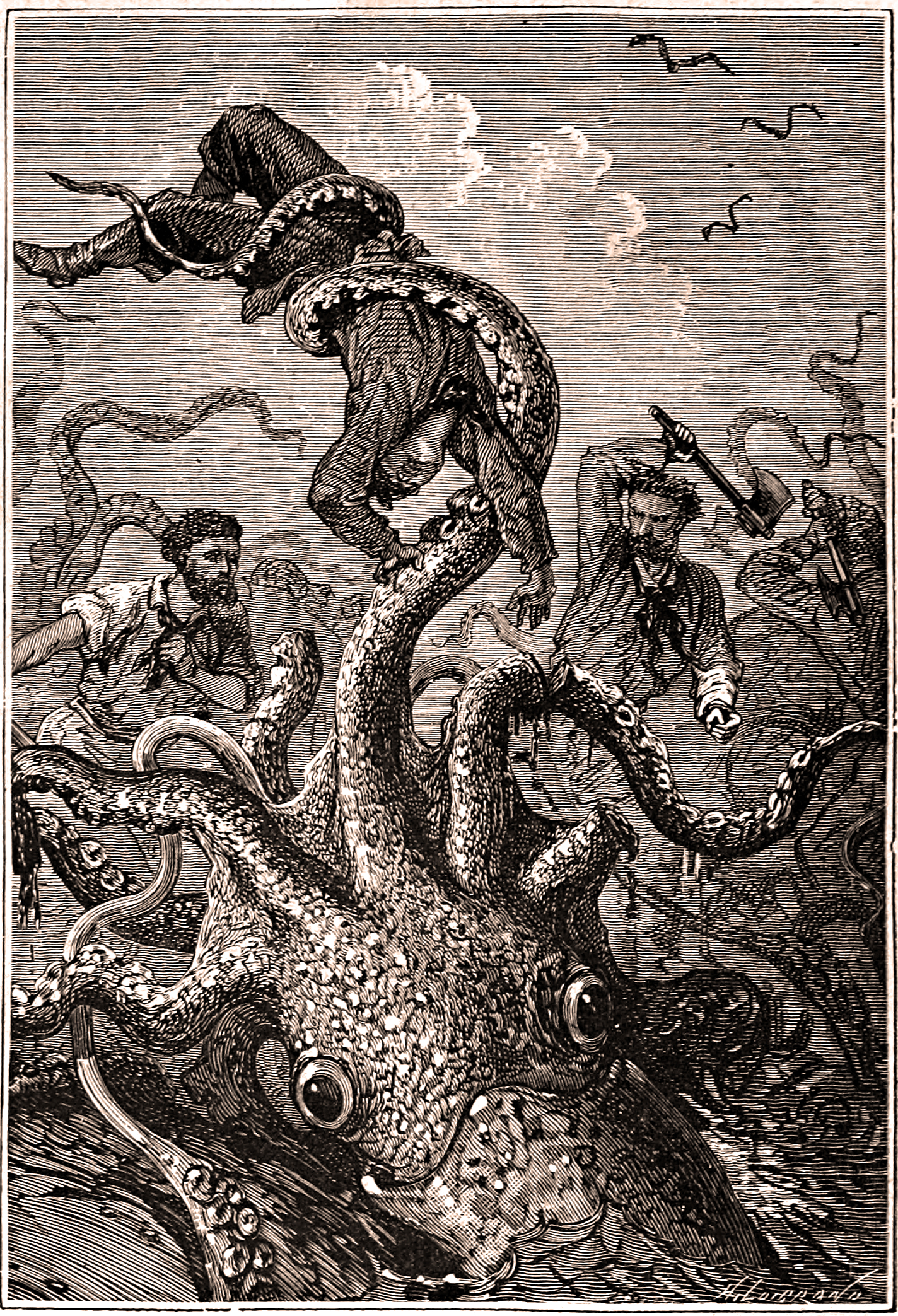
تصویر برگرفته از کپی اتزل از بیست هزار فرسنگ زیر دریا.

هیولاهای دریایی (به انگلیسی: Sea monsters) جانورانی از فرهنگ عامه هستند که در دریا زندگی می‌کنند و اغلب پنداشته می‌شود که اندازه بسیار بزرگی دارند. هیولاهای دریایی می‌توانند شکل‌های مختلفی داشته باشند، از جمله اژدهای دریایی، مارهای دریایی، یا جانوران شاخک‌دار. آنها می‌توانند لزج و پوسته‌پوسته باشند و اغلب در تصویر در حال تهدید کشتی‌ها یا فوران آب هستند. تعریف «هیولا» ذهنی است. افزون بر این، برخی از هیولاهای دریایی ممکن است بر اساس جانوران علمی پذیرفته‌شده، مانند نهنگ‌ها و انواع ماهی‌مرکب غول‌پیکر و بزرگ‌جثه ساخته شده باشند.

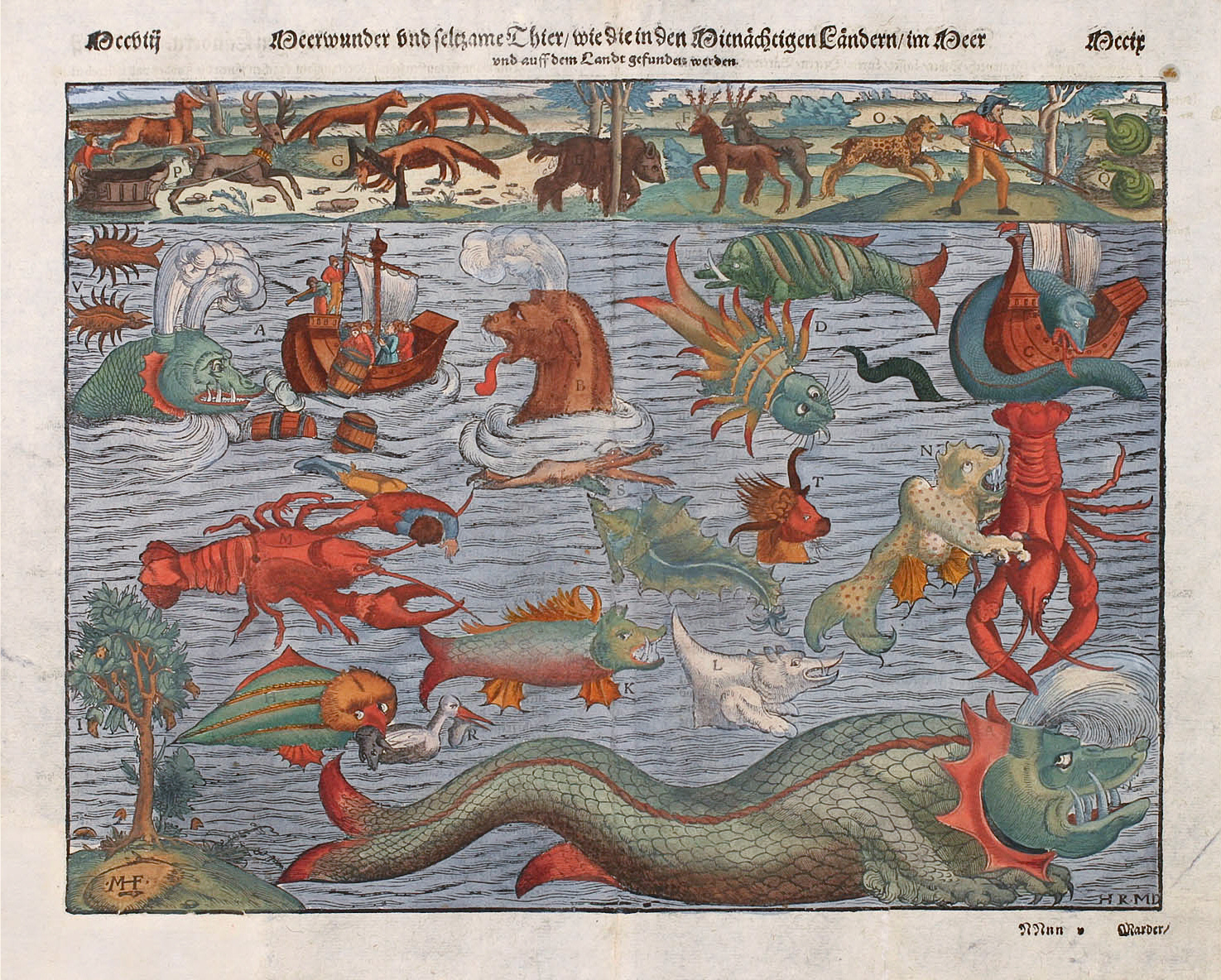
صفحه رنگی در حدود سال ۱۵۴۴ میلادی که هیولاهای دریایی مختلف را به تصویر می‌کشد. گردآوری‌شده از مارینا Carta.

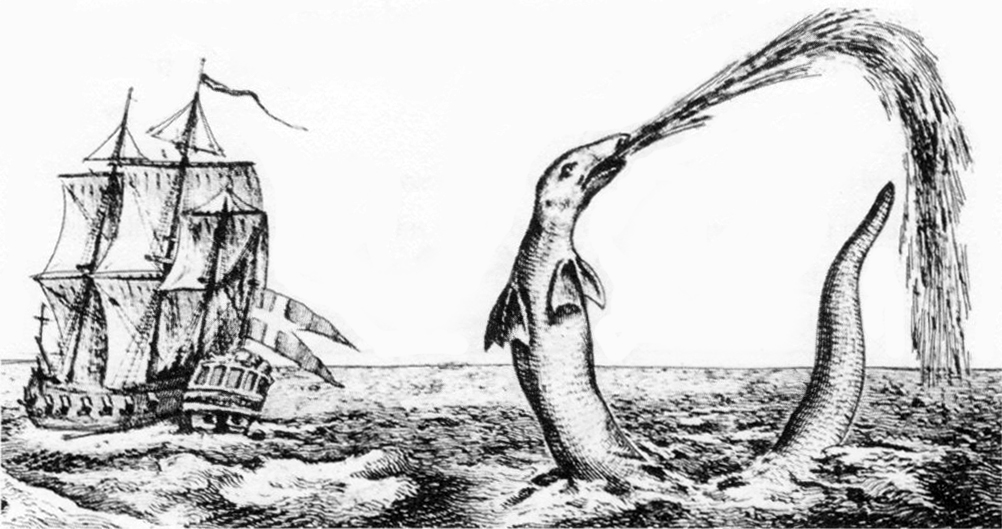
مار دریایی توسط هانس اگد، اسقف گرینلند، در سال ۱۷۳۴ گزارش شده است

## نمونه‌ها
- آسپیدوکلون، لاک‌پشت یا نهنگ غول‌پیکری که جزیره‌ای به نظر می‌رسید و ملوانان را به هلاکت می‌کشاند.
- باکوناوا
- برج جدی، بز آبی بابلی که در زودیاک نشان داده شده است
- کای‌کای ویلو
- کتوس، هیولایی که توسط پوزئیدون فرستاده شد تا آندرومده را ببلعد و توسط پرسئوس نابود شد.
- خاروبدیس هور، هیولایی که دهانش گردابی را تشکیل می‌داد که هر کشتی نزدیک زیر اقیانوس را می‌مکید.
- سیرین-کرون
- Curruid، که از استخوان آن Gae Bulg در اسطوره‌شناسی سلتی ساخته شده است
- نهنگ شیطان، نهنگ شیطانی به اندازه یک جزیره
- Hafgufa، نهنگی با اندازه افسانه‌ای که به همراه لینگبکر به عنوان یک هیولای دریایی sjóskrímsli توصیف می‌شود.
- هیدرا، جانور اژدهای چندسر یونانی
- Iku-Turso، معروف به یک نوع اختاپوس عظیم یا شیر دریایی
- ایپوپیارا
- یورمونگاند، مار میدگارد و دشمن ثور در اسطوره‌شناسی نورس
- کراکن، اختاپوس غول‌پیکر، ماهی مرکب یا جانداری شبیه خرچنگ
- لاکووی
- لویاتان
- لوسکا
- ماکارا
- پروتئوس
- اسکیلا هومر، یک هیولای مارپیچ شش‌سر و دوازده‌پا که از هر کشتی که می‌گذشت، شش مرد را می‌بلعید.
- آژیرها
- «سوپرنیش»، چتر دریایی یال‌شیری قطبی
- تانیوا
- تیامات
- مهاباراتا
- Umibōzu
- یاکوما

## گزارش‌های قدیمی‌تر
هیولاهای دریایی گزارش دست اول یا دوم شامل موارد زیر هستند:
- یک اختاپوس غول‌پیکر توسط پلینی (نباید با اختاپوس غول‌پیکر اقیانوس آرام اشتباه گرفته شود)
- راهب دریا
- انواع مارهای دریایی
- تریتون‌ها توسط پلینی[نیازمند منبع]
- کورماک اوآ لیاتاین در قرن ششم ظاهراً انبوهی از آفریدگان کوچک به اندازه قورباغه‌ها را دید که دارای خارهایی بودند که بر اساس گزارشی که توسط Adomnan از Iona نوشته شده بود به قایق او در اقیانوس اطلس شمالی حمله کردند.[۳]

## گزارش‌های جدیدتر
- Cadborosaurus شمال غربی اقیانوس آرام
- قهرمان دریاچه چمپلین
- چسی Chessie در خلیج چساپیک
- هیولای لخ‌نس (نسی) از دریاچه نس
- ایسی (Issie) از دریاچهٔ ایکدا، کیوشو
- اوگوپوگو دریاچه اوکاناگان
- لوسکا
- مورگاور
- نینگن، موجودی انسان‌نما که در دریاهای شمال ژاپن دیده شد[۴]
- Fjörulalli، همچنین به نام Shore Laddie , Arnarfjörður, Westfjords، ایسلند[۵]
- اسب دریایی Arnarfjörður, Westfjords، ایسلند[۵]
- هیولای صدفی Arnarfjörður, Westfjords، ایسلند[۵]
- همفذور Hafmaður Arnarfjörður, Westfjords، ایسلند[۵]